# دوروثي وايز
دوروثي وايز (بالإنجليزية: Dorothy Wise)‏ هي لاعبة بلياردو أمريكي ‏ أمريكية، ولدت في 1914 في سبوكين في الولايات المتحدة، وتوفيت في 1995.